# Bitcoin Magazine
Bitcoin Magazine є одним із оригінальних видавців новин і друкованих журналів, які висвітлюють біткойн та цифрові валюти. Bitcoin Magazine почав виходити у 2012 році. Його співзасновниками були Віталік Бутерін, Міхай Алісі, Метью Н. Райт, та Вісенте С. Наразі він належить і керується компанією BTC Inc у Нешвіллі, штат Теннессі. 
Із 2021 року Bitcoin Magazine має офіційне представництво в Східній Європі з офісом у Києві — право розвивати франшизу здобув Сергій Тронь — український криптоінвестор, підприємець та засновник компанії White Rock Management.

## Історія
Віталік Бутерін зацікавився біткойном у 2011 році і разом із Міхаєм Алісі заснував періодичний журнал Bitcoin Magazine. Алісі в той час жила в Румунії, а Бутерін писав для блогу. Дописи Бутеріна привернули увагу Міхая, і згодом вони вирішили створити журнал. Бутерін взяв на себе роль головного редактора журналу як побічний проект під час навчання в університеті.
У 2012 році Bitcoin Magazine почав виходити як друковане видання в Південній Кореї, і його почали називати першим серйозним виданням, присвяченим криптовалютам. Бутерін зазначив, що витрачав 10-20 годин на тиждень, пишучи для видання.
На початку 2015 року журнал Bitcoin Magazine був проданий його нинішнім власникам, BTC Inc.
Фізична копія видання Bitcoin Magazine 2014 року була представлена в Смітсонівському музеї як частина виставки «Вартість грошей».
У грудні 2018 року, згідно з повідомленням у блозі компанії, генеральний директор Девід Бейлі оголосив, що Bitcoin Magazine «повернеться до своїх витоків і зосередиться лише на історії, пов'язаних з біткойнами».

### Журнал Bitcoin в Україні
У вересні 2021 року Bitcoin Magazine оголосив про запуск свого східноєвропейського бюро в Києві. Право розвивати франшизу Bitcoin Magazine в Україні та країнах Східної Європи отримав український криптоінвестор, підприємець та засновник компанії White Rock Management Сергій Тронь. Франшиза, яку очолює Сергій Тронь розпочне виходити на ринках 11 країн з аудиторією 240 млн людей. Запрацювало українське бюро видання у Києві з осені 2022 року.